# Adrianus Goekoop
Adrianus Goekoop (Goedereede, 9 november 1783 - 's-Gravenhage, 18 april 1865), was waterstaatkundige.
Als zoon van Cornelis Goekoop was hij al vanaf 1801 betrokken bij dijkherstel te Goedereede. Hij klom op tot hoofdingenieur, welke functie hij vanaf 1817 bekleedde. In 1829 kreeg hij de functie van inspecteur bij Rijkswaterstaat. Hij was nauw betrokken bij het beleid ten aanzien van de grote rivieren (Rijn, Maas en hun vertakkingen).
Van 1838-1852 was Goekoop correspondent van het Koninklijk Instituut van Ingenieurs.
In 1849 werd Goekoop eervol ontslagen en daarbij werd hij benoemd tot staatsraad in buitengewone dienst.
Goekoop werd wel bekritiseerd omdat hij vooral praktisch was onderlegd terwijl het vak van waterstaatkundige in toenemende mate theoretisch werd onderbouwd.
- Biografisch Portaal: 89164668
- Digitale Bibliotheek voor de Nederlandse Letteren: goek003
- International Standard Name Identifier: 0000 0003 9362 712X
- Nederlandse Thesaurus van Auteursnamen: 242445675
- Virtual International Authority File: 287996139